# Francesco Caratti
Francesco Caratti (Bissone, 1620 ca. – Praga, 1677) è stato un architetto svizzero, attivo in Boemia e Moravia.
Insieme agli architetti Carlo Lurago e Giovanni Domenico Orsi de Orsini fu il più importante architetto del barocco in Boemia e Moravia.

## Biografia

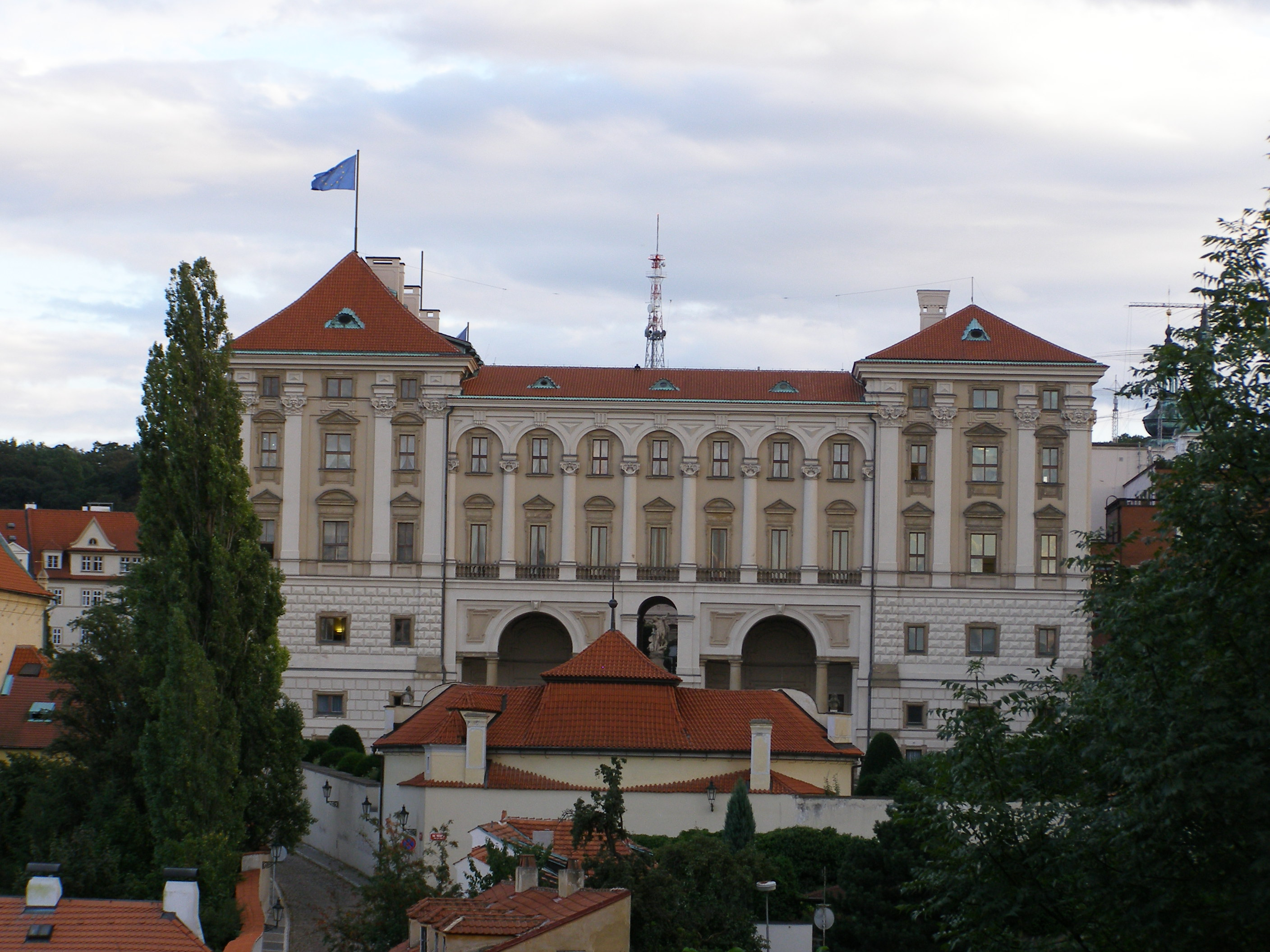
Palazzo Černín, Praga

Si ritiene che la sua formazione si sia svolta a Vienna, dato che come riporta il Gilardoni
anche se non vi sono nella capitale austriaca edifici che si possono attribuire a lui, neanche come collaboratore. Nel 1645 operò per il principe di Liechtenstein a Feldsberg (l'odierna Valtice, in Moravia), insieme allo scalpellino Pietro Materna, a due fontane. Trasferitosi a Praga, gli venne attribuito il progetto del palazzo del conte Michna, anche se senza sufficienti supporti; inoltre realizzò la cupola (tra il 1648 e il 1649) e il portico (tra il 1653 e il 1659) della chiesa di San Salvatore, appartenente ai gesuiti, nella città vecchia (Staré Mĕsto). Tra il 15 giugno 1652 e il 16 marzo 1656 lavorò presso la famiglia Lobkovic a Roudnice alla ricostruzione del castello. Tornato a Praga, tra il 1656 e il 1678, progettò e diresse i lavori per la chiesa di Santa Maria Maddalena nel quartiere Malá Strana, mentre tra il 1660 e il 1665 progettò il palazzo dei Nostic nel medesimo quartiere. In seguito, nel 1662, disegnò la fontana in pietra vicino alla statua di S. Giorgio nel castello di Praga; nel gennaio del 1668 preparò i primi progetti per il nuovo palazzo del conte Černín a Praga e il 13 maggio dell'anno seguente divenne responsabile del progetto, incarico che mantenne sino alla morte.
Durante gli ultimi anni, oltre a seguire la costruzione del palazzo Černín, collaborò al restauro e alla ricostruzione di fabbricati nei latifondi della famiglia: alla fine del 1669 disegnò la chiesa, nel 1673 il campanile di Kosmonosy. A Nejdek e a Stružná  nel 1669 supervisionò la costruzione del castello. Nel 1671 progettò il restauro della fortezza di Andĕlská Hora e tra il 1670 e il 1672 fu realizzata su suo progetto la casa del parroco a Jesenice, mentre nel 1672 disegnò un casino di caccia vicino a Dolní Bousov. Nello stesso anno collaborò alla decorazione della cappella Černín nella chiesa degli Irlandesi a Praga.
Negli anni 1669, 1671 e 1673 lavorò per il conte Slavata; gli viene per questo attribuita, anche se vi sono molti dubbi, la ricostruzione del palazzo Slavata a Praga oltre al disegno per la chiesa della Santa Trinità a Klášter, in Boemia meridionale (1667-76). Nel 1670 fu al servizio del conte Michal Oswald Thun e nel 1671 fu richiesto dal conte Morzin. Nel marzo-aprile 1673 fu incaricato dal conte Černín del progetto della casa dei professi a Praga, nel quartiere di Malá Strana, che però non venne realizzato.